# Château de Libouriac
Le château de Libouriac est un château inscrit au titre des monuments historiques, datant du dernier quart du XIXe siècle. Cet édifice représentatif de l'architecture éclectique est situé route de Pézenas, à Béziers, dans l'Hérault.

## Historique
Marie Lagarrigue, épouse d'Abel Gaujal, commande à Louis Garros la construction d'un château sur le domaine hérité de son oncle Jean-François Mas.
L'ancien château, propriété de la famille de Gayon puis de membres de la famille de Dom Bédos de Celles, fut détruit et le domaine complètement reconstruit.
La date de 1885 sur la façade du château correspond à la fin de la construction. Le château est livré entièrement meublé. Quelques années après sa construction, il bénéficie de sa propre production d'électricité.
Le parc est dessiné par Denis et Eugène Bühler.

## Protection
L'ensemble constitué par le château, les façades et toitures des dépendances et bâtiments annexes tels que chapelle, maison des jardiniers, maison du régisseur, château d'eau-pigeonnier, cave viticole, greniers, remises et écuries, le parc, le petit parc et l'allée de pins — le tout cadastré DT 20, 22, 27, 28 — fait l’objet d’une inscription au titre des monuments historiques depuis le 12 décembre 1995.